# بورلی هیلز (میزوری)
بورلی هیلز (به انگلیسی: Beverly Hills) یک شهر در ایالات متحده آمریکا است که در شهرستان سنت لوئیس، میزوری واقع شده‌است. بورلی هیلز ۰٫۲۳ کیلومتر مربع مساحت و ۵۷۴ نفر جمعیت دارد و ۱۹۴ متر بالاتر از سطح دریا واقع شده‌است.